# Ordine "per il servizio alla Patria" (Azerbaigian)
L'Ordine "per il servizio alla Patria" è un'onorificenza azera.

## Storia
L'Ordine è stato fondato il 7 novembre 2003.

## Assegnazione
L'Ordine è assegnato ai cittadini:
- per la fedeltà alla Repubblica di Azerbaigian;
- per il proficuo lavoro, alta professionalità e realizzazioni eccezionali nel servizio pubblico;
- per servizi speciali alla costruzione dello Stato;
- per altissimi meriti nel campo della scienza, dell'istruzione e della sanità.

## Classi
L'Ordine dispone delle seguenti classi di benemerenza:
- I Classe
- II Classe
- III Classe

| Insegne    | Insegne   | Insegne  |
| ---------- | --------- | -------- |
|            |           |          |
| Nastri     |           |          |
| III Classe | II Classe | I Classe |

## Insegne
- Il nastro è per un terzo azzurro, un terzo rosso e un terzo verde, con sulla fascia rosso un motivo geometrico giallo.